# Merksplas
Merksplas is een dorp en gemeente in de Belgische provincie Antwerpen, meer bepaald in de Noorderkempen. De gemeente telt ruim 8500 inwoners, die 'Spetsers' worden genoemd. Merksplas behoort tot het kieskanton Hoogstraten en het gerechtelijk kanton Turnhout.

## Toponymie
De naam van de gemeente is afgeleid van 'plas aan de Mark'. Met plas wordt hier een doorwaadbare plaats bedoeld.

## Geschiedenis

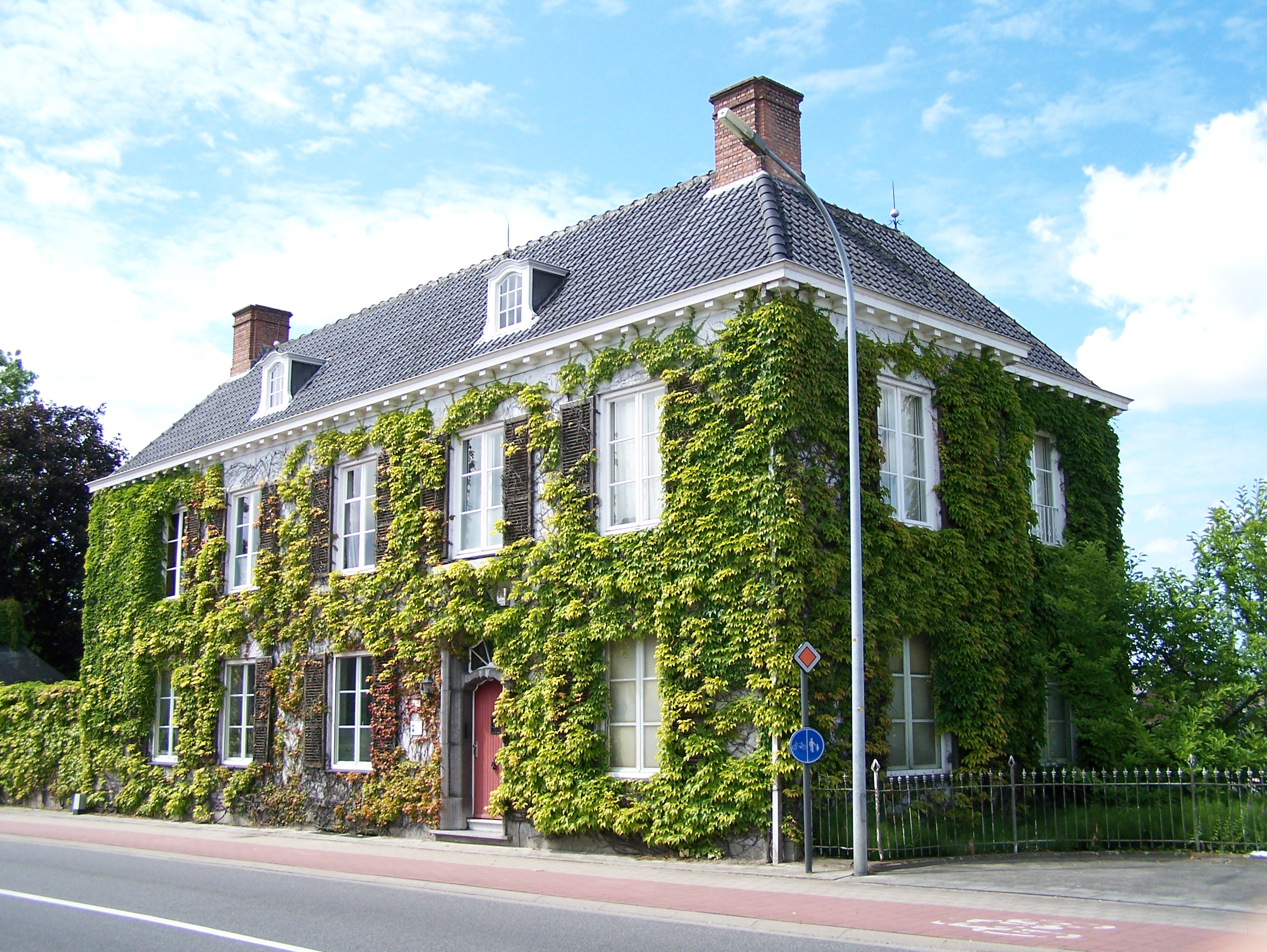
Het Kasteeltje

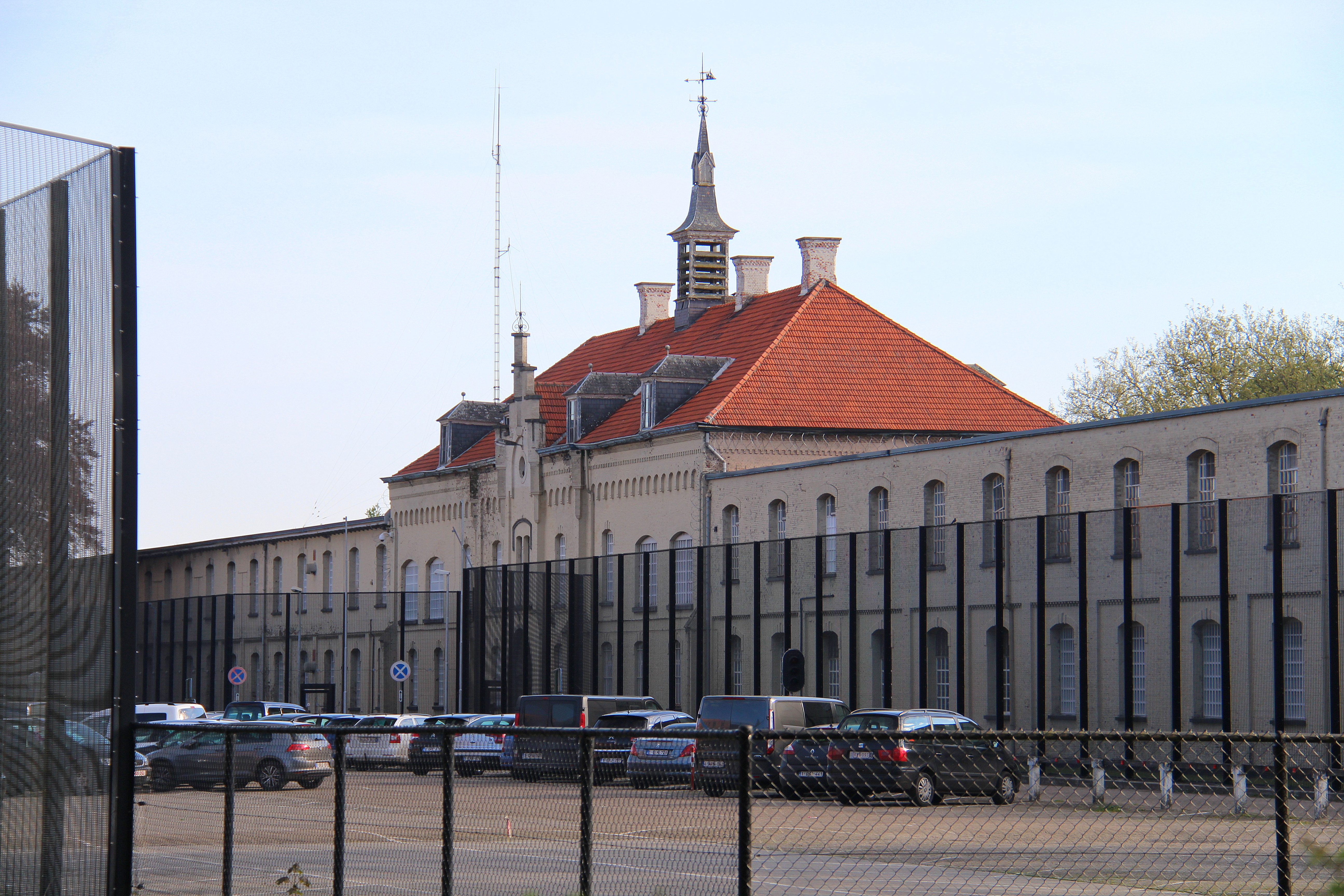
De strafinrichting van Merksplas

Vanaf het paleolithicum werd deze streek bewoond, en er zijn in de gemeente restanten van Romeinse nederzettingen gevonden.
In de 11e en begin 12e eeuw behoorde een deel van het grondgebied aan wereldlijke heersers die afhankelijk waren van het Markgraafschap Antwerpen of een voorloper van het Hertogdom Brabant. De belangrijkste woonde op een motteburcht op het Hofeinde. Omstreeks 1124 werd dit Hof van Merksplas geschonken aan de Sint-Michielsabdij te Antwerpen. Ook zou rond die tijd de parochie zijn gevormd.
In 1148 werd de naam Merksplas voor het eerst vermeld als Marcblas (grenswater). Omstreeks 1155 kwam een pas opgericht kerkje aan de abdij en in 1179 kreeg deze de rest van het grondgebied, dat voordien aan andere heren toebehoorde. In 1210 kreeg de abdij het recht om de omliggende woeste gronden te ontginnen.
Vanaf 1356 maakte Merksplas deel uit van het Land van Turnhout. Daarna wisselde het af en toe van eigenaar, zo maakte het van 1740-1762 deel uit van het Land van Hoogstraten.
Het dorpje Zondereigen werd door Napoleon bij Baarle-Hertog gevoegd. In 1824 werd Merksplas-kolonie gesticht.
Industriële bedrijvigheid was er nauwelijks. Naast enkele steenfabrieken werd in 1933 een zuivelfabriek opgericht.

## Geografie

### Hydrografie
De rivier de Mark ontspringt in Merksplas.

### Aangrenzende gemeenten
| Aangrenzende gemeenten | Aangrenzende gemeenten | Aangrenzende gemeenten              | Aangrenzende gemeenten | Aangrenzende gemeenten |
| ---------------------- | ---------------------- | ----------------------------------- | ---------------------- | ---------------------- |
| Hoogstraten            |                        | Baarle-Hertog en Baarle-Nassau (NL) |                        | Ravels                 |
|                        |                        |                                     |                        |                        |
|                        | Turnhout               |                                     |                        |                        |
|                        |                        |                                     |                        |                        |
| Rijkevorsel            |                        | Beerse                              |                        |                        |

## Bezienswaardigheden

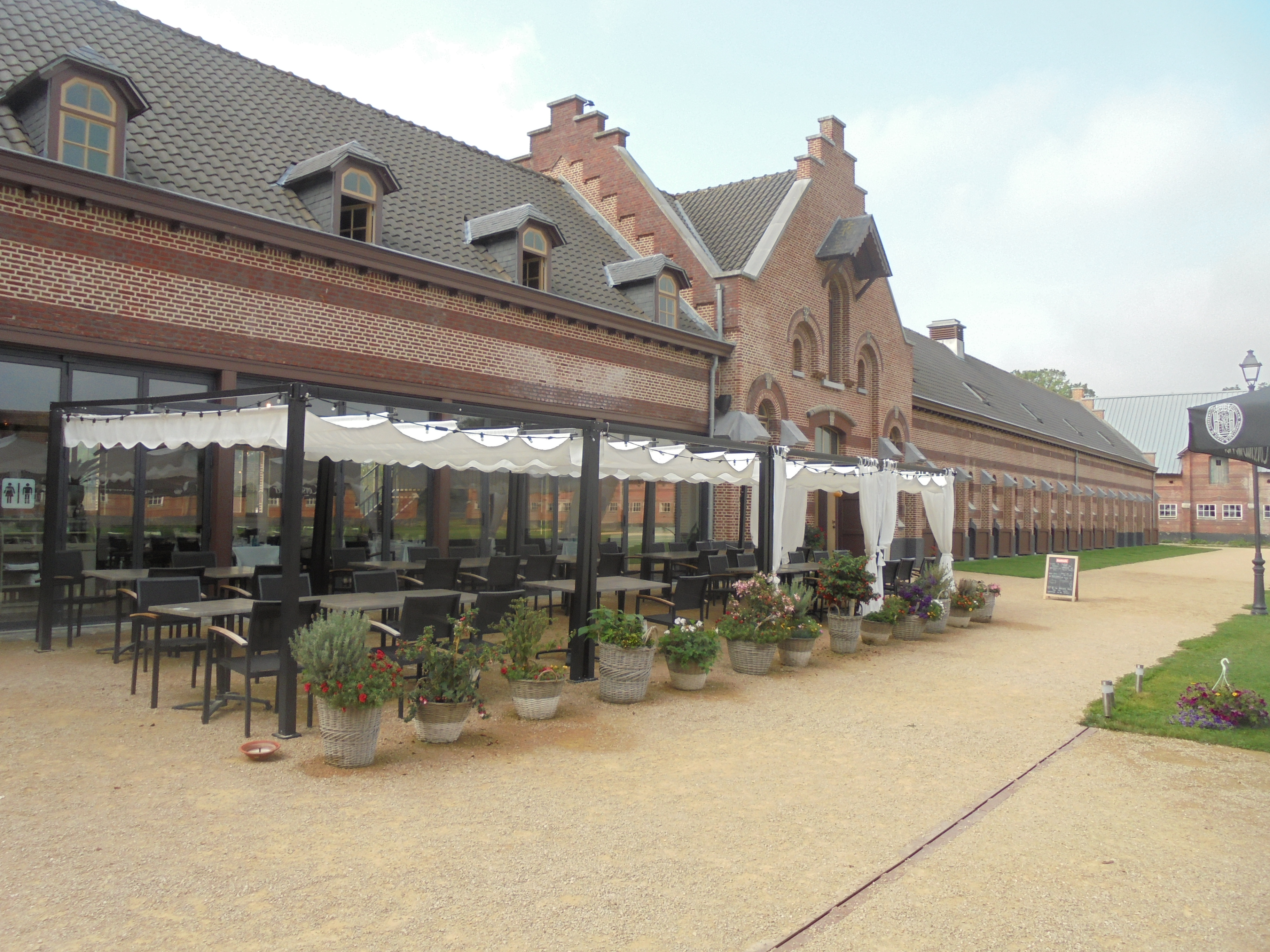
Museum van de voormalige kolonie Merksplas

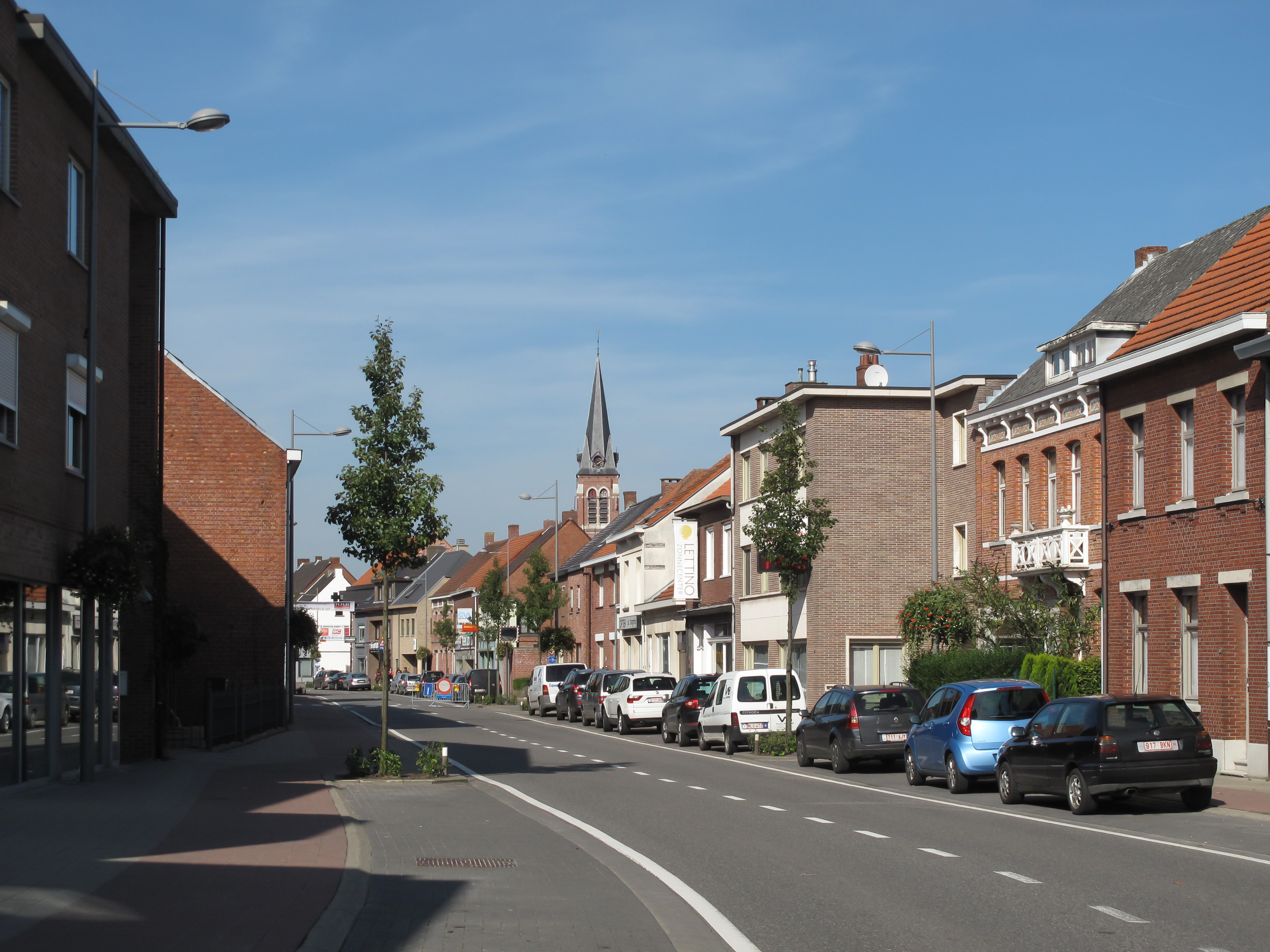
Straatzicht met de Sint-Willibrorduskerk op de achtergrond.

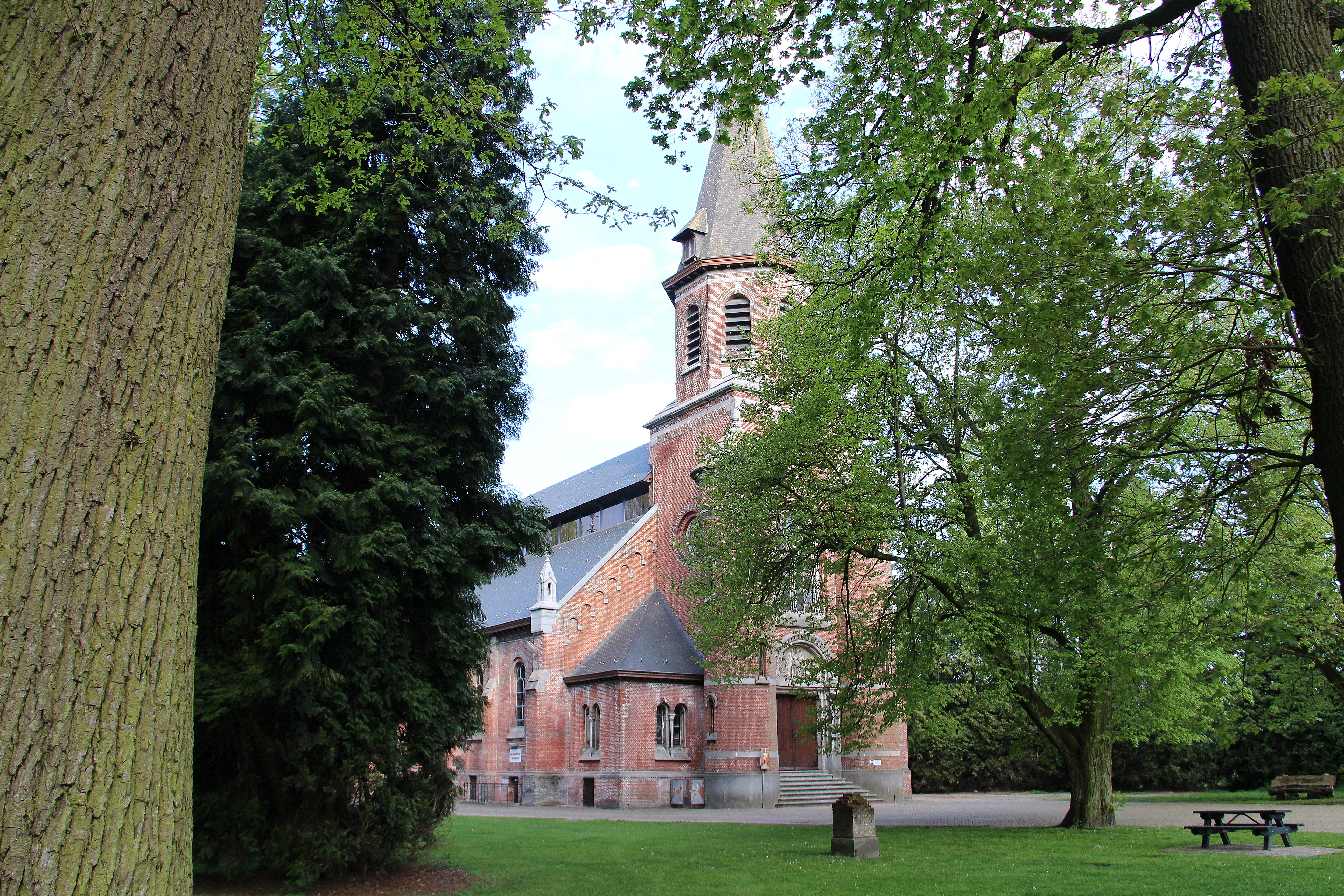
De voormalige gevangeniskapel, O.L. Vrouw Hemelvaart

- Merksplas-kolonie: Deze landloperskolonie werd opgericht op 4 juli 1824. Na de afschaffing in 1993 (wet van 12 januari 1993) van de wet die de vrijheidsberoving voorzag van landlopers, bedelaars en souteneurs, kwam een aantal gebouwen, onder andere de boerderij, leeg te staan. Tegenwoordig wordt een deel van de infrastructuur gebruikt als gesloten centrum voor illegalen. Het hoofddeel van de gebouwen werd al langer als gewone gevangenis gebruikt.
- De Sint-Willibrorduskerk
- De Moermolen, een windmolenrestant aan het Bergsken
- Landgoed 't Kasteeltje
- De Sint-Rochuskapel

## Natuur en landschap
Merksplas ligt in de Noorderkempen op een hoogte van 19-34 meter. De bodem is zandig. De Mark ontspringt ten oosten van Merksplas, in het Turnhouts Vennengebied, en loopt aanvankelijk in westwaartse richting. Het Turnhouts vennengebied is het belangrijkste natuurgebied. Verder zijn er een aantal door ontginning ontstane bossen en, in het zuiden, kleiputten ten behoeve van de baksteenindustrie.
Het Graafsbos.

## Demografie

Bevolkingspiramide

### Demografische ontwikkeling
- Bronnen:NIS, Opm:1806 tot en met 1981=volkstellingen; 1990 en later= inwonertal op 1 januari

| Inwoners van jaar tot jaar op 1 januari 1992 tot heden | Inwoners van jaar tot jaar op 1 januari 1992 tot heden | Inwoners van jaar tot jaar op 1 januari 1992 tot heden |
| jaar                                                   | Aantal                                                 | Evolutie: 1992=index 100                               |
| ------------------------------------------------------ | ------------------------------------------------------ | ------------------------------------------------------ |
| 1992                                                   | 7.398                                                  | 100,0                                                  |
| 1993                                                   | 7.528                                                  | 101,8                                                  |
| 1994                                                   | 7.709                                                  | 104,2                                                  |
| 1995                                                   | 7.755                                                  | 104,8                                                  |
| 1996                                                   | 7.856                                                  | 106,2                                                  |
| 1997                                                   | 7.852                                                  | 106,1                                                  |
| 1998                                                   | 7.872                                                  | 106,4                                                  |
| 1999                                                   | 7.965                                                  | 107,7                                                  |
| 2000                                                   | 8.055                                                  | 108,9                                                  |
| 2001                                                   | 8.058                                                  | 108,9                                                  |
| 2002                                                   | 8.084                                                  | 109,3                                                  |
| 2003                                                   | 8.044                                                  | 108,7                                                  |
| 2004                                                   | 8.027                                                  | 108,5                                                  |
| 2005                                                   | 8.114                                                  | 109,7                                                  |
| 2006                                                   | 8.173                                                  | 110,5                                                  |
| 2007                                                   | 8.270                                                  | 111,8                                                  |
| 2008                                                   | 8.339                                                  | 112,7                                                  |
| 2009                                                   | 8.432                                                  | 114,0                                                  |
| 2010                                                   | 8.465                                                  | 114,4                                                  |
| 2011                                                   | 8.557                                                  | 115,7                                                  |
| 2012                                                   | 8.576                                                  | 115,9                                                  |
| 2013                                                   | 8.682                                                  | 117,4                                                  |
| 2014                                                   | 8.637                                                  | 116,7                                                  |
| 2015                                                   | 8.693                                                  | 117,5                                                  |
| 2016                                                   | 8.642                                                  | 116,8                                                  |
| 2017                                                   | 8.626                                                  | 116,6                                                  |
| 2018                                                   | 8.619                                                  | 116,5                                                  |
| 2019                                                   | 8.600                                                  | 116,2                                                  |
| 2020                                                   | 8.588                                                  | 116,1                                                  |
| 2021                                                   | 8.616                                                  | 116,5                                                  |
| 2022                                                   | 8.683                                                  | 117,4                                                  |
| 2023                                                   | 8.799                                                  | 118,9                                                  |
| 2024                                                   | 8.883                                                  | 120,1                                                  |
| 2025                                                   | 8.921                                                  | 120,6                                                  |

## Politiek

### Structuur
De gemeente Merksplas ligt in het kieskanton Hoogstraten en het provinciedistrict Turnhout. Deze maken deel uit van het kiesarrondissement Mechelen-Turnhout en de kieskring Antwerpen.
| Merksplas        | Merksplas        | Supranationaal         | Nationaal                         | Nationaal           | Gemeenschap         | Gewest              | Provincie           | Arrondissement    | Provinciedistrict | Kanton          | Gemeente        |
| ---------------- | ---------------- | ---------------------- | --------------------------------- | ------------------- | ------------------- | ------------------- | ------------------- | ----------------- | ----------------- | --------------- | --------------- |
| Administratief   | Niveau           | Europese Unie          | België                            | België              | Vlaanderen          | Vlaanderen          | Antwerpen           | Turnhout          | Turnhout          | Turnhout        | Merksplas       |
| Administratief   | Bestuur          | Europese Commissie     | Belgische regering                | Belgische regering  | Vlaamse regering    | Vlaamse regering    | Deputatie           | Deputatie         | Deputatie         | Deputatie       | Gemeentebestuur |
| Administratief   | Raad             | Europees Parlement     | Kamer van volksvertegenwoordigers | Vlaams Parlement    | Vlaams Parlement    | Vlaams Parlement    | Provincieraad       | Provincieraad     | Provincieraad     | Provincieraad   | Gemeenteraad    |
| Kiesomschrijving | Kiesomschrijving | Nederlands Kiescollege | Kieskring Antwerpen               | Kieskring Antwerpen | Kieskring Antwerpen | Kieskring Antwerpen | Kieskring Antwerpen | Mechelen-Turnhout | Turnhout          | Hoogstraten     | Merksplas       |
| Verkiezing       | Verkiezing       | Europese               | Federale                          | Federale            | Vlaamse             | Vlaamse             | Provincieraads-     | Provincieraads-   | Provincieraads-   | Provincieraads- | Gemeenteraads-  |

### Geschiedenis

#### Lijst van burgemeesters
| Tijdspanne | Tijdspanne  | Burgemeester                               |
| ---------- | ----------- | ------------------------------------------ |
|            | 1800 - 1808 | Adrianus Lanslots                          |
|            | 1808 - 1840 | Joannes Goossens                           |
|            | 1840 - 1848 | Adrianus Jansens                           |
|            | 1848 - 1869 | Ferdinandus Goossens                       |
|            | 1869 - 1870 | Joannes Franciscus Adriaensen (waarnemend) |
|            | 1870 - 1875 | Joannes Petrus Leestmans                   |
|            | 1875 - 1876 | Joannes Franciscus Adriaensen (waarnemend) |
|            | 1876 - 1888 | Constantinus Hanegraeff                    |
|            | 1888 - 1911 | Jan Jozef Leestmans                        |

| Tijdspanne | Tijdspanne   | Burgemeester            |
| ---------- | ------------ | ----------------------- |
|            | 1911 - 1918  | Victor Van Nueten       |
|            | 1919 - 1926  | Louis Embrechts         |
|            | 1926 - 1958  | Jaak Mertens            |
|            | 1958 - 1967  | Jan Wilrycx (WILRYC)    |
|            | 1967 - 1985  | Constant Druyts (CDM)   |
|            | 1985 - 1994  | Frans Van Baekel (CDM)  |
|            | 1995 - 2000  | Leo Verstraeten (NIEUW) |
|            | 2001 - heden | Frank Wilrycx (LM)      |

#### Legislatuur 1989 - 1994
De Christendemocraten namen in verdeelde slagorde deel aan de verkiezingen. Enerzijds was er de kieslijst 'Christendemocraten Merksplas' (CDM) en anderzijds 'NIEUW Merksplas'. Voor 1995 participeerde het ACW in de CDM. Burgemeester was Frans Van Baekel (CDM).

#### Legislatuur 1995 - 2000
Naast de liberale lijst 'WILRYC' van Jan Wilrycx en de Christendemocratische kieslijst 'NIEUW' van Leo Verstraeten, nam ook Volksbelangen Merksplas (VBM) deel aan de lokale verkiezingen. Burgemeester was Leo Verstraeten (NIEUW).

#### Legislatuur 2001 - 2006
Aan de lokale verkiezingen van 2000 namen maar liefst vijf kieslijsten deel. WILRYC werd omgevormd tot Leefbaar Merksplas (LM), en Jan Wilryckx gaf de fakkel door aan zijn zoon Frank. Daarnaast namen gevestigde waarden NIEUW en de VBM deel en nieuwkomers VU-ID en Agalev. Burgemeester was Frank Wilrycx (LM). Gedurende de legislatuur viel de VBM uit elkaar, Mies Gijsbrechts trok naar de meerderheid (LM) en Werner Van Baekel sloot aan bij NIEUW/CD&V.

#### Legislatuur 2013 - 2018
Burgemeester was Frank Wilrycx van Leefbaar Merksplas.

#### Legislatuur 2019 - 2024
Burgemeester bleef Frank Wilrycx van Leefbaar Merksplas.

#### Legislatuur 2024-2030
Burgemeester bleef Frank Wilrycx van Leefbaar Merksplas.

#### Resultaten gemeenteraadsverkiezingen sinds 1976
| Partij of kartel     | Partij of kartel              | 10-10-1976 | 10-10-1976 | 10-10-1982 | 10-10-1982 | 9-10-1988 | 9-10-1988 | 9-10-1994 | 9-10-1994 | 8-10-2000 | 8-10-2000 | 8-10-2006 | 8-10-2006 | 14-10-2012 | 14-10-2012 | 14-10-2018 | 14-10-2018 | 13-10-2024 | 13-10-2024 |
| Stemmen / Zetels     | Stemmen / Zetels              | %          | 17         | %          | 17         | %         | 17        | %         | 19        | %         | 19        | %         | 19        | %          | 19         | %          | 19         | %          | 19         |
| -------------------- | ----------------------------- | ---------- | ---------- | ---------- | ---------- | --------- | --------- | --------- | --------- | --------- | --------- | --------- | --------- | ---------- | ---------- | ---------- | ---------- | ---------- | ---------- |
|                      | Agalev1 / Groen!2 / Groen3    | -          |            | -          |            | -         |           | -         |           | 10,411    | 1         | 9,902     | 1         | 12,313     | 2          | 14,73      | 2          | -          |            |
|                      | WILRYC1 / Leefbaar Merksplas2 | 391        | 7          | 41,361     | 7          | 26,271    | 5         | 37,481    | 7         | 43,062    | 10        | 67,292    | 14        | 56,702     | 12         | 70,32      | 15         | 82,12      | 17         |
|                      | N-VA1/ Visie23302             | -          |            | -          |            | -         |           | -         |           | -         |           | -         |           | 16,711     | 3          | 15,11      | 2          | 17,912     | 2          |
|                      | NIEUW1 / CD&V2                | -          |            | -          |            | 41,981    | 8         | 49,811    | 10        | 26,811    | 6         | 22,812    | 4         | 14,282     | 2          | -          |            | -          |            |
|                      | CDM                           | 54,74      | 10         | 50,94      | 10         | 24,59     | 4         | -         |           | -         |           | -         |           | -          |            | -          |            | -          |            |
|                      | Volksbelangen Merksplas       | -          |            | -          |            | -         |           | 12,72     | 2         | 13,96     | 2         | -         |           | -          |            | -          |            | -          |            |
|                      | VU&ID                         | -          |            | -          |            | -         |           | -         |           | 5,76      | 0         | -         |           | -          |            | -          |            | -          |            |
|                      | SP                            | 6,26       | 0          | 7,7        | 0          | 7,16      | 0         | -         |           | -         |           | -         |           | -          |            | -          |            | -          |            |
| Totaal stemmen       | Totaal stemmen                | 3390       | 3390       | 4019       | 4019       | 4559      | 4559      | 5146      | 5146      | 5427      | 5427      | 5727      | 5727      | 5810       | 5810       | 5940       | 5940       | 4313       | 4313       |
| Opkomst %            | Opkomst %                     |            |            |            |            | 97,31     | 97,31     | 97,02     | 97,02     | 95,21     | 95,21     | 96,35     | 96,35     | 92,84      | 92,84      | 94,9       | 94,9       | 67,5       | 67,5       |
| Blanco en ongeldig % | Blanco en ongeldig %          | 2,51       | 2,51       | 2,36       | 2,36       | 3,49      | 3,49      | 4,64      | 4,64      | 5,64      | 5,64      | 4,07      | 4,07      | 2,96       | 2,96       | 3,3        | 3,3        | 1,6        | 1,6        |

De zetels van de gevormde coalitie staan vetjes afgedrukt. De grootste partij is in kleur.

## Cultuur

### Spetser
Merksplassenaren worden 'Spetsers' genoemd, voor het ontstaan van Merksplas moet men waarschijnlijk tot in de 12e eeuw teruggaan. Omdat Merksplas geografisch op de rug van twee stroomgebieden ligt (het Schelde- en Maasbekken) is er weinig verval, waardoor er veel plassen, (bos-)vennen, vijvers en poelen bleven staan. Omdat de reizigers vroeger bovendien ook nog door een rivier, de rivier De Mark moesten waden om naar Merksplas te komen, was het dus logisch dat zij Spetsers van Merksplas werden genoemd.
Zo geraakte men aan deze bijnaam, maar gedurende gans die tijd was de Merksplasse Spetser zelf onzichtbaar en hierdoor geïnspireerd werd er in de jaren 1990 een wedstrijd uitgeschreven door het gemeentebestuur om een beeld te maken dat dit gegeven uitbeeldt. Het werd een kunstwerk gemaakt door Kris Druyts, en is te bezichtigen op de markt van Merksplas. De Spetser, ook wel het Spetserke, is de officiële mascotte van Merksplas.
Tot september 2020 verscheen er een lokaal maandblad dat de naam "De Nieuwe Spetser" droeg. Het werd sinds 1975 uitgegeven door vrijwilligers. Het hele archief is nog online te vinden.

## Partnersteden
- Grodzisk Wielkopolski (Polen)
- Hatfield (Groot-Brittannië)
- Delligsen (Duitsland)

## Nabijgelegen kernen
Wortel, Rijkevorsel, Beerse, Turnhout, Weelde-Station, Zondereigen